# Elin Lewenhaupt
Elin Lewenhaupt, född Wennerberg den 20 mars 1858 i Skara stadsförsamling, Skaraborgs län, död den 29 juni 1944 i Irsta församling, Västmanlands län, var en svensk grevinna och rösträttsaktivist. Hon var dotter till Gunnar Wennerberg och gift med Carl Axel Lewenhaupt.
Hon var verksam i kampanjen för införandet av kvinnlig rösträtt i Sverige och ordförande för Föreningen för kvinnans politiska rösträtt i Örebro 1904–1905. 